# FC Dordrecht in het seizoen 2018/19
Het Keuken Kampioen Divisie 2018/19 seizoen van FC Dordrecht is het 28ste seizoen in het Nederlandse betaald voetbal uit de fusieclub SVV/FC Dordrecht (1992) sinds de invoering van het betaald voetbal in 1954.
Dit seizoen is Gérard de Nooijer voor het derde seizoen hoofdtrainer met aan zijn zijde een nieuwe assistent trainer in de persoon van Scott Calderwood. Medio november werd De Nooijer ontslagen waarna Calderwood de honneurs tijdelijk waarnam. Na de winterstop nam Cláudio Braga het stokje over.
Het seizoen begon op 17 augustus 2018 met een thuiswedstrijd tegen Helmond Sport, de wedstrijd eindigde in 0-0. In de KNVB Beker stroomde FC Dordrecht in tegen Almere City. Deze wedstrijd werd op 25 september 2018 gespeeld en werd verloren met 1-0, waardoor de Dordtenaren waren uitgeschakeld.
|               | Eerste divisie | Beker | Play- offs | Totaal |
| ------------- | -------------- | ----- | ---------- | ------ |
| Wedstrijden   | 38             | 1     | 0          | 39     |
| Gewonnen      | 9              | 0     | 0          | 9      |
| Gelijk        | 9              | 0     | 0          | 9      |
| Verloren      | 20             | 1     | 0          | 21     |
| Gele kaarten  | 53             | 4     | 0          | 57     |
| 2× gele kaart | 1              | 0     | 0          | 1      |
| Rode kaarten  | 0              | 0     | 0          | 0      |
| Doelsaldo     | -30            | -1    | 0          | -31    |
| voor          | 54             | 0     | 0          | 54     |
| tegen         | 84             | 1     | 0          | 84     |
| ‘De Nul’      | 4              | 0     | 0          | 4      |

## Seizoenssamenvatting

#### Mei
- Op 30 mei maakte FC Dordrecht bekend dat het Oussama Zamouri en Lewis Montsma overnam van respectievelijk Telstar en SC Cambuur. Ze tekenden beide een contract tot 2020 met een optie voor een extra jaar.

#### Juni
- Op 1 juni maakte FC Dordrecht bekend dat het Quivi Fowler en Siebe Schets overnam van respectievelijk South Coast Wolves en FC Twente. Ze tekenden beide een contract tot 2020 met een optie voor een extra jaar.
- Op 5 juni werd bekend dat FC Dordrecht Maarten Peijnenburg overnam van Jong FC Utrecht. Hij tekende een contract voor één jaar met een optie voor een extra jaar.
- Op 6 juni maakte FC Dordrecht bekend dat het Dwayne Green overnam van RKC Waalwijk. Hij tekende een contract voor twee jaar met een optie voor een extra jaar.
- Op 8 juni tekende Jeremy Cijntje zijn eerste profcontract voor twee jaar met een optie voor een extra jaar.
- Op 8 juni maakte FC Dordrecht bekend dat het Menno Bergsen een profcontract aanbood.
- Op 11 juni werd bekend dat FC Dordrecht Abdelghani El Bachir op amateurbasis overnam van FC Twente.
- Op 13 juni maakte FC Dordrecht bekend dat Antonio Stankov bij tekende voor één jaar.
- Op 13 juni werd bekend dat FC Dordrecht Savvas Mourgos voor één jaar huurde van Norwich City.
- Op 29 juni verliet Jafar Arias FC Dordrecht na 3 seizoenen en tekende hij bij FC Emmen.
- Op 30 juni won FC Dordrecht met 0-7 van VV RCS. Omran Haydary (2x), Siebe Schets, Savvas Mourgos, Quincy Hogesteger, Oussama Zamouri en Antonio Stankov zorgden voor de doelpunten.

#### Juli
- Op 3 juli werd bekend dat FC Dordrecht na vijf jaar van kunstgras afstapt. Het kunstgrasveld werd afgekeurd door de KNVB waardoor de Dordtenaren besloten over te stappen op een hybrideveld.
- Op 5 juli maakte FC Dordrecht bekend dat het Renny Smith overnam van het Italiaanse FC Südtirol. Hij tekende voor drie jaar.
- Op 7 juli verruilde Menno Bergsen FC Dordrecht voor FC Eindhoven. Hij ging niet in op de aanbieding van de Dordtenaren.
- Op 7 juli won FC Dordrecht met 1-14 van het Schouws Elftal. Siebe Schets (4x), Omran Haydary (4x), Oussama Zamouri (3x), Savvas Mourgos en Abdelghani El Bachir maakte de treffers.
- Op 10 juli werd bekend dat Brandon Ormonde-Ottewill overnam van Helmond Sport. Hij was al een week op proef en tekende voor twee jaar met een optie voor een extra jaar.
- Op 14 juli won FC Dordrecht met 0-2 van TOP Oss. Siebe Schets tekende voor beide treffers.
- Op 17 juli won FC Dordrecht met 0-2 van ADO Den Haag. Jeremy Cijntje en Abdullah Achahbar maakte de goals.
- Op 19 juli won FC Dordrecht in de halve van het Helders toernooi met 1-2 van Telstar. Proefspeler Ritchie Zinga en Maarten Peijnenburg zorgden voor de Dordtse treffers.
- Op 20 juli werd bekend dat FC Dordrecht Marko Maletić voor één jaar huurde van het Belgische KSV Roeselare.
- Op 21 juli won FC Dordrecht het Helders toernooi door NEC Nijmegen na penalty's te verslaan. Oussama Zamouri maakte de enige treffer in de reguliere speeltijd waarin het 1-1 werd.
- Op 24 juli maakte FC Dordrecht bekend dat Thomas Kok terugkeerde bij FC Dordrecht. Hij werd al een halfjaar gehuurd en tekende nu voor twee jaar in Dordrecht.
- Op 28 juli won FC Dordrecht van FC Volendam met 0-2. Renny Smith en Abdelghani El Bachir maakte de doelpunten.

#### Augustus
- Op 1 augustus won FC Dordrecht met 0-1 van ASWH. Jeremy Cijntje scoorde het enige doelpunt.
- Op 4 augustus verloor FC Dordrecht met 1-0 van VV Katwijk. De wedstrijd werd na 82 minuten gestaakt vanwege vechtende toeschouwers.
- Op 6 augustus tekende Quincy Hogesteger zijn eerste profcontract. Hij tekende tot de zomer van 2021.
- Op 11 augustus won FC Dordrecht de laatste oefenwedstrijd van de voorbereiding met 1-5 van SV Oranje Wit. Maarten Peijnenburg, Marko Maletić, Omran Haydary (2x) en Siebe Schets maakten de doelpunten.
- Op 16 augustus gingen FC Dordrecht en Robert Mutzers 'in goed overleg' uit elkaar.
- Op 17 augustus speelde FC Dordrecht de eerste competitiewedstrijd tegen Helmond Sport met 0-0 gelijk.
- Op 24 augustus verloor FC Dordrecht uit bij Jong Ajax met 5-2. Thomas Kok en Marko Maletić scoorden voor de Dordtenaren.
- Op 31 augustus verloor FC Dordrecht uit bij NEC Nijmegen met 1-0.

#### September
- Op 7 september verloor FC Dordrecht van Telstar met 1-4. Marko Maletić maakte de enige Dordtse treffer.
- Op 14 september verloor FC Dordrecht thuis van FC Twente met 0-2.
- Op 21 september ging FC Dordrecht onderuit tegen MVV Maastricht met 2-1. Omran Haydary maakte de Dordtse treffer.
- Op 25 september werd FC Dordrecht uitgeschakeld in de eerste ronde van de KNVB Beker nadat het met 1-0 verloor van Almere City.
- Op 28 september verloor FC Dordrecht bij Sparta Rotterdam met 3-2. Jeremy Cijntje en Lewis Montsma scoorden voor de Dordtenaren.

#### Oktober
- Op 5 oktober won FC Dordrecht met 3-1 van SC Cambuur. Voor de Dordtenaren scoorden Maarten Peijnenburg en Savvas Mourgos (2x).
- Op 12 oktober verloor FC Dordrecht met 1-0 van FC Den Bosch.
- Op 19 oktober speelde FC Dordrecht met 1-1 gelijk tegen Jong AZ. Savvas Mourgos scoorde voor de Schapenkoppen.
- Op 26 oktober speelde FC Dordrecht met 2-2 gelijk tegen Jong PSV. Jeremy Cijntje en Oussama Zamouri maakten de goals.
- Op 31 oktober maakte de club bekend dat Savvas Mourgos zijn voorste kruisband had afgescheurd en daardoor voor de rest van het seizoen uitgeschakeld was. Mourgos keerde daarom terug naar Norwich City waarvan hij gehuurd werd.[1]

#### November
- Op 2 november verloor FC Dordrecht met 1-2 van FC Volendam. Omran Haydary maakte de Dordtse goal.
- Op 9 november verloor FC Dordrecht in extremis met 2-1 van Go Ahead Eagles. Jeremy Cijntje maakte de enige Dordtse treffer.
- Op 17 november verloor FC Dordrecht met 0-3 van FC Eindhoven.
- Op 19 november maakte de club bekend dat Gérard de Nooijer op non-actief is gesteld. Assistent-trainer Scott Calderwood neemt de honneurs tijdelijk waar.[2]
- Op 23 november speelde FC Dordrecht met 1-1 gelijk tegen Almere City. Oussama Zamouri maakte de goal.
- Op 27 november werd bekend dat FC Dordrecht Adam Phillips en Simon Power huurde van Norwich City FC. De Dordtenaren gingen ook een samenwerkingsverband aan met de Engelsen.[3] Phillips sloot door familieomstandigheden echter nooit aan bij de Schapenkoppen.
- Op 30 november versloeg FC Dordrecht RKC Waalwijk met 2-0. Oussama Zamouri maakte beide doelpunten.

#### December
- Op 7 december speelde FC Dordrecht met 2-2 gelijk tegen Roda JC Kerkrade. Oussama Zamouri en Renny Smith maakte de doelpunten.
- Op 12 december maakte FC Dordrecht bekend dat Crysencio Summerville tot het einde van het seizoen werd gehuurd van Feyenoord.[4]
- Op 14 december verloor FC Dordrecht met 4-1 van Jong FC Utrecht. Siebe Schets scoorde de enige Dordtse goal.
- Op 21 december maakte de club bekend dat Cláudio Braga per 1 januari 2019 voor anderhalf jaar in dienst treedt als hoofdtrainer van FC Dordrecht.[5]
- Op 21 december verloor FC Dordrecht met 0-1 van TOP Oss.

#### Januari
- Op 2 januari kwam Ritchie Zinga transfervrij over van FC Twente.[6]
- Op 6 januari tekende Thomas Schalekamp zijn eerste profcontract. Hij tekende tot de zomer van 2020.[7]
- Op 8 januari won FC Dordrecht in een oefenwedstrijd van TOP Oss. Oussama Zamouri, Thomas Kok en Siebe Schets wisten te scoren.
- Op 13 januari verloor FC Dordrecht met 2-6 van FC Den Bosch. Renny Smith en Jeremy Cijntje wisten tegen te scoren.
- Op 14 januari kwam Bo Breukers op huurbasis over van Fortuna Sittard.[8]
- Op 15 januari stopte Rody Hoegee als keeperstrainer omdat hij het niet zag zitten om met de nieuwe trainer Cláudio Braga samen te werken.[9]
- Op 17 januari stopte Scott Calderwood als assistent-trainer omdat hij en de club 'een verschil van inzicht over de invulling van de werkzaamheden' hadden.[10]
- Op 18 januari won FC Dordrecht op bezoek bij Jong AZ met 0-1. Renny Smith maakte de winnende goal.
- Op 28 januari verloor FC Dordrecht met 1-3 van Jong PSV. Crysencio Summerville maakte zijn eerste goal voor de club.
- Op 29 januari werd bekend dat Jari Schuurman voor een halfjaar van Feyenoord werd gehuurd. Daarna zal hij een contract voor drie jaar tekenen.[11]
- Op 31 januari kwam Joël Zwarts op huurbasis over van Feyenoord.[12]
- Op 31 januari werden de contracten van Marko Maletić en Omran Haydary ontbonden.[13]

#### Februari
- Op 1 februari speelde FC Dordrecht met 3-3 gelijk tegen Jong Ajax. Jeremy Cijntje, Simon Power en Jari Schuurman wisten tot scoren te komen.
- Op 8 februari won FC Dordrecht met 1-2 van Helmond Sport. Jeremy Cijntje en Joël Zwarts kwamen tot scoren.
- Op 15 februari verloor FC Dordrecht met 1-4 van Sparta Rotterdam. Antonio Stankov wist uit een straschop tegen te scoren.
- Op 22 februari won FC Dordrecht met 1-3 bij SC Cambuur. Crysencio Summerville, Daniël Breedijk en Jeremy Cijntje scoorden.

#### Maart
- Op 1 maart speelde FC Dordrecht met 2-2 gelijk tegen N.E.C. Crysencio Summerville en Joël Zwarts wisten te scoren.
- Op 8 maart verloor FC Dordrecht met 1-0 van Telstar.
- Op 12 maart maakte Rayvano van de Merwe op zijn eigen Instagram pagina bekend dat zijn contract werd ontbonden omdat hij vanwege aanhoudende knieproblemen geen betaald voetbal meer zou kunnen spelen.[14]
- Op 15 maart won FC Dordrecht met 3-2 van Roda JC Kerkrade. Thomas Schalekamp, Jeremy Cijntje en Renny Smith kwamen tot scoren.
- Op 20 maart werd bekend dat de aflopende contracten van Bryan Janssen, Antonio Stankov en Terence Groothusen niet werden verlengd. Ook die van Maarten Peijnenburg werd formeel opgezegd maar met hem ging de club later nog in gesprek voor een eventuele contractverlenging.[15]
- Op 22 maart verloor FC Dordrecht met 8-1 van FC Eindhoven. Oussama Zamouri scoorde de enige Dordtse treffer.
- Op 29 maart verloor FC Dordrecht met 1-3 van Go Ahead Eagles. Alleen Oussama Zamouri wist aan Dordtse kant het net te vinden.

#### April
- Op 1 april won FC Dordrecht met 3-4 van FC Volendam. Oussama Zamouri, Daniël Breedijk, Crysencio Summerville en Joël Zwarts kwamen tot scoren.
- Op 5 april won FC Dordrecht met 0-1 bij FC Twente. Daniël Breedijk was de matchwinner.
- Op 11 april werd bekend dat de optie in het contract van Daniël Breedijk werd gelicht. Hierdoor werd zijn contract met één jaar verlengd.[16]
- Op 12 april speelde FC Dordrecht met 1-1 gelijk tegen MVV Maastricht. Jari Schuurman maakte de openingstreffer.
- Op 19 april speelde FC Dordrecht met 4-4 gelijk tegen RKC Waalwijk. Crysencio Summerville, Joël Zwarts en Jeremy Cijntje zorgden voor de goals.
- Op 22 april won FC Dordrecht met 3-2 van Almere City FC. Jari Schuurman, Oussama Zamouri en Joël Zwarts scoorden.
- Op 26 april verloor FC Dordrecht met 1-0 van TOP Oss.
- Op 3 mei sloot FC Dordrecht het seizoen af met een 1-2 nederlaag tegen Jong FC Utrecht. Jari Schuurman maakte de laatste goal van het seizoen.

## Selectie

### Spelers
| Keepers       |                                                     |                          |      |              |                  |    |   |   |   |    |   |
| 1             | Vlag van Nederland                                  | Bryan Janssen            | 2018 | 2019 (optie) | Sparta Rotterdam | 34 | 0 | 0 | 0 | 34 | 0 |
| 30            | Vlag van Nederland · Vlag van Servië                | Petar Stošković          | 2018 | 2020 (optie) | VV UNA           | 4  | 0 | 1 | 0 | 5  | 0 |
| Verdedigers   |                                                     |                          |      |              |                  |    |   |   |   |    |   |
| 2             | Vlag van Noord-Macedonië · Vlag van Nederland       | Antonio Stankov          | 2017 | 2019         | Achilles '29     | 33 | 1 | 1 | 0 | 34 | 1 |
| 3             | Vlag van Nederland                                  | Daniël Breedijk          | 2018 | 2020         | Sparta Rotterdam | 37 | 3 | 1 | 0 | 38 | 3 |
| 4             | Vlag van Nederland                                  | Maarten Peijnenburg      | 2018 | 2019 (optie) | FC Utrecht       | 37 | 1 | 1 | 0 | 38 | 1 |
| 5             | Vlag van Engeland                                   | Brandon Ormonde-Ottewill | 2018 | 2020 (optie) | Helmond Sport    | 33 | 0 | 1 | 0 | 34 | 0 |
| 14            | Vlag van Nederland                                  | Lewis Montsma            | 2018 | 2020 (optie) | SC Cambuur       | 23 | 1 | 1 | 0 | 24 | 1 |
| 15            | Vlag van Nederland                                  | Dwayne Green             | 2018 | 2020 (optie) | RKC Waalwijk     | 16 | 0 | 0 | 0 | 16 | 0 |
| 39            | Vlag van Nederland · Vlag van Marokko               | Amien Jeddaoui           | 2019 |              | Eigen jeugd      | 1  | 0 | 0 | 0 | 1  | 0 |
| Middenvelders |                                                     |                          |      |              |                  |    |   |   |   |    |   |
| 6             | Vlag van Nederland                                  | Thomas Kok               | 2018 | 2020         | Willem II        | 31 | 1 | 1 | 0 | 32 | 1 |
| 8             | Vlag van Oostenrijk · Vlag van Engeland             | Renny Smith              | 2018 | 2021         | FC Südtirol      | 35 | 4 | 1 | 0 | 36 | 4 |
| 10            | Vlag van Griekenland                                | Savvas Mourgos           | 2018 | 2019 (huur)  | Norwich City FC  | 10 | 3 | 0 | 0 | 10 | 3 |
| 10            | Vlag van Ierland                                    | Simon Power              | 2019 | 2019 (huur)  | Norwich City FC  | 10 | 1 | 0 | 0 | 10 | 1 |
| 16            | Vlag van Nederland                                  | Thijs Timmermans         | 2018 | 2020 (optie) | ADO Den Haag     | 26 | 0 | 1 | 0 | 27 | 0 |
| 18            | Vlag van Nederland                                  | Jari Schuurman           | 2019 | 2022         | Feyenoord        | 16 | 4 | 0 | 0 | 16 | 4 |
| 23            | Vlag van Nederland                                  | Bo Breukers              | 2019 | 2019 (huur)  | Fortuna Sittard  | 12 | 0 | 0 | 0 | 12 | 0 |
| Aanvallers    |                                                     |                          |      |              |                  |    |   |   |   |    |   |
| 7             | Vlag van Afghanistan · Vlag van Nederland           | Omran Haydary            | 2018 | 2019         | FC Emmen         | 16 | 2 | 1 | 0 | 17 | 2 |
| 7             | Vlag van Nederland                                  | Crysencio Summerville    | 2019 | 2019 (huur)  | Feyenoord        | 18 | 5 | 0 | 0 | 18 | 5 |
| 9             | Vlag van Nederland                                  | Siebe Schets             | 2018 | 2020 (optie) | FC Twente        | 18 | 1 | 1 | 0 | 19 | 1 |
| 11            | Vlag van Nederland · Vlag van Marokko               | Oussama Zamouri          | 2018 | 2020 (optie) | Telstar          | 29 | 9 | 1 | 0 | 30 | 9 |
| 12            | Vlag van Nederland                                  | Thomas Schalekamp        | 2018 | 2020         | Eigen jeugd      | 15 | 1 | 0 | 0 | 15 | 1 |
| 17            | Vlag van Curaçao · Vlag van Nederland               | Quincy Hogesteger        | 2018 | 2021         | Eigen jeugd      | 4  | 0 | 0 | 0 | 4  | 0 |
| 19            | Vlag van Curaçao · Vlag van Nederland               | Jeremy Cijntje           | 2018 | 2020 (optie) | Eigen jeugd      | 34 | 9 | 1 | 0 | 35 | 9 |
| 24            | Vlag van Nederland · Vlag van Suriname              | Joël Zwarts              | 2019 | 2019 (huur)  | Feyenoord        | 14 | 6 | 0 | 0 | 14 | 6 |
| 25            | Vlag van Bosnië en Herzegovina · Vlag van Nederland | Marko Maletić            | 2018 | 2019 (huur)  | KSV Roeselare    | 10 | 2 | 1 | 0 | 11 | 2 |
| 25            | Vlag van Nederland                                  | Tayren Bouwmeester       | 2019 |              | Eigen jeugd      | 1  | 0 | 0 | 0 | 1  | 0 |
| 27            | Vlag van Nederland · Vlag van Curaçao               | Rayvano van de Merwe     | 2018 | 2020 (optie) | Eigen jeugd      | 0  | 0 | 0 | 0 | 0  | 0 |
| 29            | Vlag van Nederland                                  | Terence Groothusen       | 2017 | 2019 (optie) | HFC EDO          | 0  | 0 | 0 | 0 | 0  | 0 |

- Bij blessures of schorsingen wordt het team, wanneer nodig, aangevuld met jeugdspelers.
- Bij veel contracten maakt de club gebruik van een optie die gelicht kan worden aan het einde van een contract waardoor de speler nog een extra jaar aan de club verbonden blijft.

| # | Reden                                         |
| - | --------------------------------------------- |
|   | Heeft de club gedurende het seizoen verlaten. |

### Technische staf
Gérard de Nooijer gaat zijn derde seizoen als hoofdtrainer van FC Dordrecht in. Dit jaar wordt hij echter bij gestaan door een nieuwe assistent trainer in de persoon van Scott Calderwood. Calderwood vervangt Johan Versluis die aan de slag gaat in de jeugdopleiding. Verder keert Rody Hoegee terug als keeperstrainer nadat hij eerder tussen 2010 en 2017 die functie al vervulde. Hij volgt Ben Kinds op die aan de slag gaat als Hoofd Jeugdopleiding. Medio november werd De Nooijer ontslagen waarna Calderwood het tijdelijk overnam. Versluis werd ook weer toegevoegd aan de staf. Per 1 januari 2019 staat Cláudio Braga aan het roer. Vlak na zijn komst vertrokken Rody Hoegee en Scott Calderwood bij de club. Vervolgens nam Arjan van der Kaaij de functie van keeperstrainer op zich.
| Naam                | Functie           | Sinds |
| ------------------- | ----------------- | ----- |
| Cláudio Braga       | Hoofdtrainer      | 2019  |
| Johan Versluis      | Assistent-trainer | 2019  |
| Arjan van der Kaaij | Keeperstrainer    | 2019  |
| Michael Koedam      | Conditietrainer   | 2011  |
| Ariejan Wallaard    | Teammanager       | 2007  |
| Robin Feenstra      | Video-analist     | 2017  |

### Topscorers
| #      | Naam                  | Goal |
| ------ | --------------------- | ---- |
| 1.     | Jeremy Cijntje        | 9    |
| 1.     | Oussama Zamouri       | 9    |
| 3.     | Joël Zwarts           | 6    |
| 4.     | Crysencio Summerville | 5    |
| 5.     | Renny Smith           | 4    |
| 5.     | Jari Schuurman        | 4    |
| 7.     | Savvas Mourgos        | 3    |
| 7.     | Daniël Breedijk       | 3    |
| 9.     | Marko Maletić         | 2    |
| 9.     | Omran Haydary         | 2    |
| 11.    | Thomas Kok            | 1    |
| 11.    | Lewis Montsma         | 1    |
| 11.    | Maarten Peijnenburg   | 1    |
| 11.    | Siebe Schets          | 1    |
| 11.    | Simon Power           | 1    |
| 11.    | Antonio Stankov       | 1    |
| 11.    | Thomas Schalekamp     | 1    |
| Totaal | Totaal                | 54   |

| #      | Naam   | Goal |
| ------ | ------ | ---- |
| 1.     | -      | –    |
| Totaal | Totaal | –    |

| #                             | Naam                          | Goal |
| ----------------------------- | ----------------------------- | ---- |
| 1.                            | Siebe Schets                  | 9    |
| 2.                            | Omran Haydary                 | 8    |
| 3.                            | Oussama Zamouri               | 6    |
| 4.                            | Savvas Mourgos                | 2    |
| 4.                            | Maarten Peijnenburg           | 2    |
| 4.                            | Jeremy Cijntje                | 2    |
| 4.                            | Abdelghani El Bachir          | 2    |
| 8.                            | Ritchie Zinga                 | 1    |
| 8.                            | Quincy Hogesteger             | 1    |
| 8.                            | Antonio Stankov               | 1    |
| 8.                            | Abdullah Achahbar             | 1    |
| 8.                            | Renny Smith                   | 1    |
| 8.                            | Marko Maletić                 | 1    |
| 8.                            | Thomas Kok                    | 1    |
| Eigen doelpunten tegenstander | Eigen doelpunten tegenstander | 1    |
| Totaal                        | Totaal                        | 39   |

## Transfers

### Transfers in de zomer
| Naam                     | Nat.                                                | Positie | Vorige club        | Bedrag       |
| ------------------------ | --------------------------------------------------- | ------- | ------------------ | ------------ |
| Oussama Zamouri          | Vlag van Nederland · Vlag van Marokko               | MV      | Telstar            | transfervrij |
| Maarten Peijnenburg      | Vlag van Nederland                                  | VD      | FC Utrecht         | transfervrij |
| Siebe Schets             | Vlag van Nederland                                  | AV      | FC Twente          | transfervrij |
| Quivi Fowler             | Vlag van Ierland · Vlag van Australië               | MV      | South Coast Wolves | transfervrij |
| Abdelghani El Bachir     | Vlag van Nederland · Vlag van Marokko               | MV      | FC Twente          | transfervrij |
| Petar Stošković          | Vlag van Nederland · Vlag van Servië                | DM      | VV UNA             | transfervrij |
| Omran Haydary            | Vlag van Afghanistan · Vlag van Nederland           | AV      | FC Emmen           | transfervrij |
| Lewis Montsma            | Vlag van Nederland                                  | VD      | SC Cambuur         | transfervrij |
| Dwayne Green             | Vlag van Nederland                                  | VD      | RKC Waalwijk       | transfervrij |
| Thijs Timmermans         | Vlag van Nederland                                  | MD      | ADO Den Haag       | transfervrij |
| Renny Smith              | Vlag van Oostenrijk · Vlag van Engeland             | MD      | FC Südtirol        | transfervrij |
| Savvas Mourgos           | Vlag van Griekenland                                | MD      | Norwich City       | huurbasis    |
| Brandon Ormonde-Ottewill | Vlag van Engeland                                   | VD      | Helmond Sport      | transfervrij |
| Abdullah Achahbar        | Vlag van Nederland · Vlag van Marokko               | AV      | VV BMT             | transfervrij |
| Marko Maletić            | Vlag van Bosnië en Herzegovina · Vlag van Nederland | AV      | KSV Roeselare      | huurbasis    |
| Thomas Kok               | Vlag van Nederland                                  | MV      | Willem II          | onbekend     |

| Naam             | Nat.                                          | Positie | Nieuwe club                                | Bedrag       |
| ---------------- | --------------------------------------------- | ------- | ------------------------------------------ | ------------ |
| Luivienno Statia | Vlag van Curaçao · Vlag van Nederland         | VD      | Onbekend                                   | transfervrij |
| Erol Alkan       | Vlag van Turkije · Vlag van Nederland         | VD      | Beroe Stara Zagora                         | transfervrij |
| Karim Bannani    | Vlag van Nederland · Vlag van Tunesië         | VD      | Onbekend                                   | transfervrij |
| Mawouna Amevor   | Vlag van Togo · Vlag van Nederland            | VD      | Chabab Rif Al Hoceima                      | transfervrij |
| Yahya Boumediene | Vlag van België · Vlag van Marokko            | AV      | FC Rapperswil-Jona                         | transfervrij |
| Anthony Biekman  | Vlag van Nederland                            | AV      | BVV Barendrecht                            | transfervrij |
| Clarence Bijl    | Vlag van Nederland                            | VD      | ASWH                                       | transfervrij |
| Tom Rosenthal    | Vlag van Israël · Vlag van België             | MV      | AFC Tubize                                 | transfervrij |
| Denis Mahmudov   | Vlag van Noord-Macedonië · Vlag van Nederland | AV      | Excelsior                                  | transfervrij |
| Julius Bliek     | Vlag van Nederland                            | VD      | Go Ahead Eagles                            | transfervrij |
| Jafar Arias      | Vlag van Nederland · Vlag van Curaçao         | AV      | FC Emmen                                   | onbekend     |
| Danny Bakker     | Vlag van Nederland                            | MV      | VVSB, was gehuurd van SC Cambuur           |              |
| Andreas Calcan   | Vlag van Roemenië                             | AV      | Almere City, was gehuurd van Willem II     |              |
| Gustavo Hamer    | Vlag van Nederland · Vlag van Brazilië        | MV      | PEC Zwolle, was gehuurd van Feyenoord      |              |
| Thomas Kok       | Vlag van Nederland                            | MV      | Willem II, was gehuurd                     |              |
| Kino Delorge     | Vlag van België                               | VD      | Dinamo Boekarest, was gehuurd van KRC Genk |              |
| Menno Bergsen    | Vlag van Nederland                            | DM      | FC Eindhoven                               | transfervrij |
| Robert Mutzers   | Vlag van Nederland                            | AV      | Tsjornomorets Odessa                       | transfervrij |

### Transfers in de winter
| In \| Naam \| Nat. \| Positie \| Vorige club \| Bedrag \| \| --------------------- \| ---- \| ------- \| --------------- \| ------------ \| \| Simon Power \| \| AV \| Norwich City \| huurbasis \| \| Crysencio Summerville \| \| AV \| Feyenoord \| huurbasis \| \| Ritchie Zinga \| \| AV \| FC Twente \| transfervrij \| \| Bo Breukers \| \| MV \| Fortuna Sittard \| huurbasis \| \| Jari Schuurman \| \| MV \| Feyenoord \| huurbasis \| \| Joël Zwarts \| \| AV \| Feyenoord \| huurbasis \| |                                        |         |                 |              |
| Naam | Nat.                                   | Positie | Vorige club     | Bedrag       |
| Simon Power | Vlag van Ierland                       | AV      | Norwich City    | huurbasis    |
| Crysencio Summerville | Vlag van Nederland                     | AV      | Feyenoord       | huurbasis    |
| Ritchie Zinga | Vlag van Nederland                     | AV      | FC Twente       | transfervrij |
| Bo Breukers | Vlag van Nederland                     | MV      | Fortuna Sittard | huurbasis    |
| Jari Schuurman | Vlag van Nederland                     | MV      | Feyenoord       | huurbasis    |
| Joël Zwarts | Vlag van Nederland · Vlag van Suriname | AV      | Feyenoord       | huurbasis    |

| Uit \| Naam \| Nat. \| Positie \| Nieuwe club \| Bedrag \| \| ------------- \| ---- \| ------- \| --------------------------------------- \| ------------ \| \| Quivi Fowler \| \| MV \| Cardiff City \| transfervrij \| \| Marko Maletić \| \| AV \| Paris FC, was gehuurd van KSV Roeselare \| \| \| Omran Haydary \| \| AV \| Onbekend \| transfervrij \| |                                                     |         |                                         |              |
| Naam | Nat.                                                | Positie | Nieuwe club                             | Bedrag       |
| Quivi Fowler | Vlag van Ierland · Vlag van Australië               | MV      | Cardiff City                            | transfervrij |
| Marko Maletić | Vlag van Bosnië en Herzegovina · Vlag van Nederland | AV      | Paris FC, was gehuurd van KSV Roeselare |              |
| Omran Haydary | Vlag van Afghanistan · Vlag van Nederland           | AV      | Onbekend                                | transfervrij |

### Transfers gedurende het seizoen
| Uit \| Naam \| Nat. \| Positie \| Nieuwe club \| Bedrag \| \| -------------------- \| ---- \| ------- \| ------------------------- \| ------------ \| \| Savvas Mourgos \| \| MV \| Norwich City, was gehuurd \| \| \| Rayvano van de Merwe \| \| AV \| EBOH \| transfervrij \| |                                       |         |                           |              |
| Naam | Nat.                                  | Positie | Nieuwe club               | Bedrag       |
| Savvas Mourgos | Vlag van Griekenland                  | MV      | Norwich City, was gehuurd |              |
| Rayvano van de Merwe | Vlag van Nederland · Vlag van Curaçao | AV      | EBOH                      | transfervrij |

### Op proef
| Naam                     | Nat.               | Positie | Vorige club   | Resultaat     |
| ------------------------ | ------------------ | ------- | ------------- | ------------- |
| Brandon Ormonde-Ottewill | Vlag van Engeland  | VD      | Helmond Sport | contract      |
| Ritchie Zinga            | Vlag van Nederland | AV      | FC Twente     | geen contract |
| Gor Agbaljan             | Vlag van Armenië   | MV      | Heracles      | geen contract |

## Wedstrijden

### Oefenwedstrijden
| Wedstrijd | Datum               | Tijd      | Tegenstander   | Locatie                                   | Uitslag        |
| --------- | ------------------- | --------- | -------------- | ----------------------------------------- | -------------- |
| 01        | za 30 juni 2018     | 19.00 uur | VV RCS         | Sportpark de Alblas, Oost-Souburg         | 0-7            |
| 02        | za 7 juli 2018      | 19.00 uur | Schouws Elftal | Sportpark van Zuijen, Burgh-Haamstede     | 1-14           |
| 03        | za 14 juli 2018     | 14.00 uur | TOP Oss        | Frans Heesen Stadion, Oss                 | 0-2            |
| 04        | di 17 juli 2018     | 19.30 uur | ADO Den Haag   | Laakkwartier-terrein, Den Haag            | 0-2            |
| 05        | do 19 juli 2018     | 17.00 uur | Telstar        | Sportcomplex De Streepjesberg, Den Helder | 1-2            |
| 06        | za 21 juli 2018     | 19.30 uur | NEC Nijmegen   | Sportcomplex De Streepjesberg, Den Helder | 1-1 (2-4 n.s.) |
| 07        | za 28 juli 2018     | 11.00 uur | FC Volendam    | Kras Stadion, Volendam                    | 0-2            |
| 08        | di 31 juli 2018     | 20.00 uur | ASWH           | Sportpark Schildman, Hendrik-Ido-Ambacht  | 0-1            |
| 09        | za 4 augustus 2018  | 14.30 uur | VV Katwijk     | Sportpark De Krom, Katwijk                | 1-0*           |
| 10        | za 11 augustus 2018 | 14.30 uur | SV Oranje Wit  | Sportpark Stadspolders, Dordrecht         | 1-5            |
| 11        | di 8 januari 2019   | 14.30 uur | TOP Oss        | Riwal Hoogwerkers Stadion, Dordrecht      | 3-0            |

- *Wedstrijd na 82 minuten gestaakt vanwege vechtpartij tussen toeschouwers[17]

### Toto KNVB Beker
| Ronde    | Datum                | Tijd      | Tegenstander | Locatie                | Uitslag |
| -------- | -------------------- | --------- | ------------ | ---------------------- | ------- |
| 1e ronde | di 25 september 2018 | 19.45 uur | Almere City  | Yanmar Stadion, Almere | 1-0     |

### Keuken Kampioen Divisie
| Speelronde | Datum                | Tijd      | Tegenstander     | Locatie                              | Uitslag | Positie | Punten |
| ---------- | -------------------- | --------- | ---------------- | ------------------------------------ | ------- | ------- | ------ |
| 01         | vr 17 augustus 2018  | 20.00 uur | Helmond Sport    | Riwal Hoogwerkers Stadion, Dordrecht | 0-0     | 11      | 1      |
| 02         | vr 24 augustus 2018  | 20.00 uur | Jong Ajax        | Sportpark De Toekomst, Amsterdam     | 5-2     | 15      | 1      |
| 03         | vr 31 augustus 2018  | 20.00 uur | NEC Nijmegen     | De Goffert, Nijmegen                 | 1-0     | 18      | 1      |
| 04         | vr 7 september 2018  | 20.00 uur | Telstar          | Riwal Hoogwerkers Stadion, Dordrecht | 1-4     | 19      | 1      |
| 05         | vr 14 september 2018 | 20.00 uur | FC Twente        | Riwal Hoogwerkers Stadion, Dordrecht | 0-2     | 19      | 1      |
| 06         | vr 21 september 2018 | 20.00 uur | MVV Maastricht   | Geusselt, Maastricht                 | 2-1     | 20      | 1      |
| 07         | vr 28 september 2018 | 20.00 uur | Sparta Rotterdam | Het Kasteel, Rotterdam               | 3-2     | 20      | 1      |
| 08         | vr 05 oktober 2018   | 20.00 uur | SC Cambuur       | Riwal Hoogwerkers Stadion, Dordrecht | 3-1     | 20      | 4      |
| 09         | vr 12 oktober 2018   | 20.00 uur | FC Den Bosch     | Stadion De Vliert, Den Bosch         | 1-0     | 20      | 4      |
| 10         | vr 19 oktober 2018   | 20.00 uur | Jong AZ          | Riwal Hoogwerkers Stadion, Dordrecht | 1-1     | 20      | 5      |
| 11         | vr 26 oktober 2018   | 20.00 uur | Jong PSV         | De Herdgang, Eindhoven               | 2-2     | 19      | 6      |
| 12         | vr 02 november 2018  | 20.00 uur | FC Volendam      | Riwal Hoogwerkers Stadion, Dordrecht | 1-2     | 19      | 6      |
| 13         | vr 09 november 2018  | 20.00 uur | Go Ahead Eagles  | De Adelaarshorst, Deventer           | 2-1     | 19      | 6      |
| 14         | za 17 november 2018  | 19.45 uur | FC Eindhoven     | Riwal Hoogwerkers Stadion, Dordrecht | 0-3     | 20      | 6      |
| 15         | vr 23 november 2018  | 20.00 uur | Almere City      | Yanmar Stadion, Almere               | 1-1     | 19      | 7      |
| 16         | vr 30 november 2018  | 20.00 uur | RKC Waalwijk     | Riwal Hoogwerkers Stadion, Dordrecht | 2-0     | 18      | 10     |
| 17         | vr 07 december 2018  | 20.00 uur | Roda JC          | Parkstad Limburg Stadion, Kerkrade   | 2-2     | 17      | 11     |
| 18         | vr 14 december 2018  | 20.00 uur | Jong FC Utrecht  | Sportcomplex Zoudenbalch, Utrecht    | 4-1     | 18      | 11     |
| 19         | vr 21 december 2018  | 20.00 uur | TOP Oss          | Riwal Hoogwerkers Stadion, Dordrecht | 0-1     | 19      | 11     |
| 20         | zo 13 januari 2019   | 14.30 uur | FC Den Bosch     | Riwal Hoogwerkers Stadion, Dordrecht | 2-6     | 20      | 11     |
| 21         | vr 18 januari 2019   | 20.00 uur | Jong AZ          | Sportcomplex Kalverhoek, Wijdewormer | 0-1     | 18      | 14     |
| 22         | ma 28 januari 2019   | 20.00 uur | Jong PSV         | Riwal Hoogwerkers Stadion, Dordrecht | 1-3     | 18      | 14     |
| 23         | vr 01 februari 2019  | 20.00 uur | Jong Ajax        | Riwal Hoogwerkers Stadion, Dordrecht | 3-3     | 17      | 15     |
| 24         | vr 08 februari 2019  | 20.00 uur | Helmond Sport    | SolarUnie Stadion, Helmond           | 1-2     | 17      | 18     |
| 25         | vr 15 februari 2019  | 20.00 uur | Sparta Rotterdam | Riwal Hoogwerkers Stadion, Dordrecht | 1-4     | 17      | 18     |
| 26         | vr 22 februari 2019  | 20.00 uur | SC Cambuur       | Cambuurstadion, Leeuwarden           | 1-3     | 17      | 21     |
| 27         | vr 01 maart 2019     | 20.00 uur | NEC Nijmegen     | Riwal Hoogwerkers Stadion, Dordrecht | 2-2     | 17      | 22     |
| 28         | vr 08 maart 2019     | 20.00 uur | Telstar          | Rabobank IJmond Stadion, Velsen-Zuid | 1-0     | 17      | 22     |
| 29         | vr 15 maart 2019     | 20.00 uur | Roda JC          | Riwal Hoogwerkers Stadion, Dordrecht | 3-2     | 17      | 25     |
| 30         | vr 22 maart 2019     | 20.00 uur | FC Eindhoven     | Jan Louwers Stadion, Eindhoven       | 8-1     | 17      | 25     |
| 31         | vr 29 maart 2019     | 20.00 uur | Go Ahead Eagles  | Riwal Hoogwerkers Stadion, Dordrecht | 1-3     | 17      | 25     |
| 32         | ma 01 april 2019     | 20.00 uur | FC Volendam      | Kras Stadion, Volendam               | 3-4     | 17      | 28     |
| 33         | vr 05 april 2019     | 20.00 uur | FC Twente        | Grolsch Veste, Enschede              | 0-1     | 17      | 31     |
| 34         | vr 12 april 2019     | 20.00 uur | MVV Maastricht   | Riwal Hoogwerkers Stadion, Dordrecht | 1-1     | 17      | 32     |
| 35         | vr 19 april 2019     | 20.00 uur | RKC Waalwijk     | Mandemakers Stadion, Waalwijk        | 4-4     | 17      | 33     |
| 36         | ma 22 april 2019     | 14.30 uur | Almere City      | Riwal Hoogwerkers Stadion, Dordrecht | 3-2     | 17      | 36     |
| 37         | vr 26 april 2019     | 20.00 uur | TOP Oss          | Frans Heesenstadion, Oss             | 1-0     | 17      | 36     |
| 38         | vr 03 mei 2019       | 20.00 uur | Jong FC Utrecht  | Riwal Hoogwerkers Stadion, Dordrecht | 1-2     | 17      | 36     |